# エンニオ・キリノ・ヴィスコンティ
エンニオ・キリノ・ヴィスコンティ（Ennio Quirino Visconti、1751年11月1日 - 1818年2月7日）はイタリアの考古学者。